# Lojzka Bratuž
Lojzka Bratuž [lójska brátuš], slovenska literarna zgodovinarka in jezikoslovka, kulturna delavka v zamejskem prostoru na Goriškem, * 19. junij 1934, Gorica, Kraljevina Italija, † 4. maj 2019, Gorica, Italijanska republika.

## Življenje
Lojzka Bratuž se je rodila v Gorici skladatelju in pedagoškemu delavcu Lojzetu Bratužu ter učiteljici in pesnici Ljubki Šorli. Njeno otroštvo je bilo zaznamovano s fašističnim nasiljem, katerega žrtev je med prvimi postal njen oče. Osnovno šolo in klasični licej je končala v Gorici, potem pa na filozofski fakulteti v Trstu doštudirala literarne vede ter 1967 iz njih tudi doktorirala. Poučevala je na goriških srednjih šolah s slovenskim učnim jezikom, od leta 1975 do upokojitve pa je bila redno nastavljena na Fakulteti za tuje jezike in književnosti na videmski univerzi, kjer je poučevala slovensko književnost.

## Delo
Med delovanjem na univerzi v Vidmu je preučevala slovenske pesnike in pripovednike druge polovice 19. stoletja (Simon Gregorčič), goriške literate ter cerkvene dostojanstvenike in njihovo mesto v zgodovini slovenske književnosti in kulture. Posebej so pomembne njene študije o pridigah in neobjavljenih pismih prvega goriškega nadškofa Karla Mihaela Attemsa. Ukvarjala se je z leksikografijo in slovaropisjem. 
Italijanski prostor seznanja s slovenskim jezikom, literaturo in kulturo na različnih kulturnih prireditvah, simpozijih in znanstvenih sestankih, tečajih slovenščine za učitelje in srečanjih predstavnikov obeh narodov. Zelo je aktivna pri Slavističnem društvu Trst-Gorica-Videm (zadnja leta je v njegovem vodstvu) ter v različnih kulturnih društvih in cerkvenih organizacijah zamejskih Slovencev, npr. v Združenju cerkvenih pevskih zborov na Goriškem.
Uredila in izdala je več antologij in zbornikov: Gorica v slovenski književnosti, ki je izšel tudi v italijanščini, Iz primorske kulturne dediščine, Rebulov, Pahorjev zbornik.
Za svoje delo je prejela več priznanj: častno članstvo Slavističnega društva Slovenije (1998), Pro Ecclesia et Pontifice, red za zasluge pri uveljavljanju, razvijanju in širjenju slovenske kulture in jezika v Italiji ter znanstveno-strokovno delo (2004), naziv commendatore (2007).

## Izbrana bibliografija
- Karel Mihael Attems: Slovenske pridige. Trst: Založništvo tržaškega tiska, 1993. (COBISS)
- Manoscritti sloveni del Settecento : omelie di Carlo Michele d'Attems (1711–1774) primo arcivescovo di Gorizia. Udine: Istituto di lingue e letterature dell'Europa orientale, 1993. (COBISS)
- Gorica v slovenski književnosti: izbor poezije in proze. Gorica: Goriška Mohorjeva družba, 1996. (COBISS)
- Gorizia nella letteratura slovena: poesie e prose scelte. Gorizia: Goriška Mohorjeva družba, 1997. (COBISS)
- Iz goriške preteklosti: besedila in liki. Gorica: Goriška Mohorjeva družba, 2001. (COBISS)
- Iz primorske kulturne dediščine. Gorica: Zadruga Goriška Mohorjeva, 2008. (COBISS)

- Est Europa. Vol. 1, Miscellanea Slovenica: dedicata a Martin Jevnikar in occasione del Suo 70° compleanno. Udine: Università degli studi di Udine, Istituto di lingue e letterature dell'Europa orientale »Jan I.N. Baudouin de Courtenay«, 1984.
- Preroditeljska prizadevanja Valentina Staniča in drugih goriških piscev. Obdobje slovenskega narodnega preporoda. Ljubljana: Filozofska fakulteta, Znanstveni inštitut, 1991 (Obdobja, 11). 251–260.
- Mirko Filej: 1912–1962. Ur.: Lojzka Bratuž. Gorica: Združenje cerkvenih pevskih zborov, 2002. (COBISS)
- Rebulov zbornik: ob pisateljevi osemdesetletnici. Trst: Mladika, Gorica: Goriška Mohorjeva družba, Trst, Gorica, Videm: Slavistično društvo, 2005. (COBISS)

- Gregorčič: Canti scelti. Ur.: Lojzka Bratuž. Trst: Editoriale Stampa Triestina, 1990.
- Simon Gregorčič: Izbrane poezije: ob stoletnici pesnikove smrti. Ur.: Lojzka Bratuž. Gorica: Goriška Mohorjeva dužba, Celje: Mohorjeva družba, Celovec: Mohorjeva, 2006.
- Zgodba o Petru Kupljeniku v slovenski književnosti. Kranjski zbornik, 2005. 141–147.

- Kulturno življenje Slovencev v Italiji. Narodne manjšine – zbornik referatov in razprav na znanstvenem srečanju, 30.–31. marca 1989. Ljubljana: SAZU, 1990. 73–79.
- Primeri rokopisnega gradiva v slovenskem jeziku na Goriškem od 16. do 19. stoletja. Goriški letnik, št. 27 (2000), 131–142.
- Branko Marušič, Lojzka Bratuž idr.: Goriza 1001–2001: Slovenci v Gorici/Gli Sloveni di Gorizia. Gorica: SLORI – Slovenski raziskovalni inštitut/Istituto sloveno di ricerche, 2002.